# World Tour di short track 2025
Il World Tour di short track 2025, la prima con la nuova denominazione (fino allo scorso anno era conosciuta come Coppa del Mondo di short track), è iniziata il 25 ottobre 2024 a Montréal (Canada) ed è terminata il 16 febbraio 2025 a Milano (Italia). La competizione è organizzata dalla ISU.

## Calendario
| Città           | Impianto               | Data                |
| --------------- | ---------------------- | ------------------- |
| Montréal        | Maurice Richard Arena  | 25-27 ottobre 2024  |
| Montréal        | Maurice Richard Arena  | 1-3 novembre 2024   |
| Pechino         | Capital Indoor Stadium | 6-8 dicembre 2024   |
| Seul            | Mokdong Ice Rink       | 13-15 dicembre 2024 |
| Tilburg         | Ireen Wüst Ijsbaan     | 7-9 febbraio 2025   |
| Milano (Assago) | Forum di Milano        | 14-16 febbraio 2025 |

## Risultati

### Uomini

#### Montréal#1
| Data            | Distanza         | Primo             | Secondo           | Terzo            |
| 26 ottobre 2024 | 500 m            | William Dandjinou | Steven Dubois     | Lin Xiaojun      |
| 27 ottobre 2024 | 1000 m           | Jens van 't Wout  | Roberts Krūzbergs | Michał Niewiński |
| 26 ottobre 2024 | 1500 m           | William Dandjinou | Park Ji-won       | Steven Dubois    |
| 27 ottobre 2024 | Staffetta 5000 m | Canada            | Cina              | Paesi Bassi      |

#### Montréal#2
| Data            | Distanza         | Primo             | Secondo           | Terzo                |
| 2 novembre 2024 | 500 m            | Steven Dubois     | William Dandjinou | Pietro Sighel        |
| 3 novembre 2024 | 1000 m           | William Dandjinou | Jang Sung-woo     | Jordan Pierre-Gilles |
| 2 novembre 2024 | 1500 m           | William Dandjinou | Roberts Krūzbergs | Pietro Sighel        |
| 3 novembre 2024 | Staffetta 5000 m | Canada            | Corea del Sud     | Italia               |

#### Pechino
| Data            | Distanza         | Primo         | Secondo           | Terzo        |
| 7 dicembre 2024 | 500 m            | Sun Long      | Steven Dubois     | Shaoang Liu  |
| 8 dicembre 2024 | 1000 m           | Félix Roussel | Michał Niewiński  | Niall Treacy |
| 7 dicembre 2024 | 1500 m           | Park Ji-won   | William Dandjinou | Sun Long     |
| 8 dicembre 2024 | Staffetta 5000 m | Cina          | Corea del Sud     | Paesi Bassi  |

#### Seul
| Data             | Distanza         | Primo             | Secondo              | Terzo             |
| 14 dicembre 2024 | 500 m            | Steven Dubois     | Jordan Pierre-Gilles | Roberts Krūzbergs |
| 15 dicembre 2024 | 1000 m           | William Dandjinou | Jens van 't Wout     | Jang Sung-woo     |
| 14 dicembre 2024 | 1500 m           | William Dandjinou | Park Ji-won          | Jens van 't Wout  |
| 15 dicembre 2024 | Staffetta 5000 m | Cina              | Giappone             | Corea del Sud     |

#### Tilburg
| Data            | Distanza         | Primo             | Secondo              | Terzo            |
| 8 febbraio 2025 | 500 m            | Steven Dubois     | Jordan Pierre-Gilles | Jens van 't Wout |
| 9 febbraio 2025 | 1000 m           | Jens van 't Wout  | Roberts Krūzbergs    | Daan Kos         |
| 8 febbraio 2025 | 1500 m           | William Dandjinou | Jens van 't Wout     | Pietro Sighel    |
| 9 febbraio 2025 | Staffetta 5000 m | Paesi Bassi       | Belgio               | Italia           |

#### Milano
| Data             | Distanza         | Primo             | Secondo       | Terzo         |
| 15 febbraio 2025 | 500 m            | Sun Long          | Teun Boer     | Pietro Sighel |
| 16 febbraio 2025 | 1000 m           | William Dandjinou | Pietro Sighel | Jang Sung-woo |
| 15 febbraio 2025 | 1500 m           | Jens van 't Wout  | Jang Sung-woo | Kosei Hayashi |
| 16 febbraio 2025 | Staffetta 5000 m | Italia            | Canada        | Kazakistan    |

### Donne

#### Montréal#1[1]
| Data            | Distanza         | Primo            | Secondo                 | Terzo            |
| 27 ottobre 2024 | 500 m            | Xandra Velzeboer | Kristen Santos-Griswold | Hanne Desmet     |
| 26 ottobre 2024 | 1000 m           | Xandra Velzeboer | Kristen Santos-Griswold | Corinne Stoddard |
| 27 ottobre 2024 | 1500 m           | Kim Gil-li       | Hanne Desmet            | Choi Min-jeong   |
| 26 ottobre 2024 | Staffetta 3000 m | Italia           | Corea del Sud           | Paesi Bassi      |

#### Montréal#2[2]
| Data            | Distanza         | Primo            | Secondo          | Terzo            |
| 3 novembre 2024 | 500 m            | Xandra Velzeboer | Choi Min-jeong   | Kim Gil-li       |
| 2 novembre 2024 | 1000 m           | Choi Min-jeong   | Xandra Velzeboer | Corinne Stoddard |
| 3 novembre 2024 | 1500 m           | Hanne Desmet     | Kim Gil-li       | Corinne Stoddard |
| 2 novembre 2024 | Staffetta 3000 m | Canada           | Italia           | Cina             |

#### Pechino[3]
| Data            | Distanza         | Primo            | Secondo                 | Terzo                           |
| 8 dicembre 2024 | 500 m            | Xandra Velzeboer | Florence Brunelle       | Rikki Doak                      |
| 7 dicembre 2024 | 1000 m           | Danae Blais      | Xandra Velzeboer        | Corinne Stoddard Choi Min-jeong |
| 8 dicembre 2024 | 1500 m           | Corinne Stoddard | Kristen Santos-Griswold | Kim Gil-li                      |
| 7 dicembre 2024 | Staffetta 5000 m | Canada           | Corea del Sud           | Kazakistan                      |

#### Seul[4]
| Data             | Distanza         | Primo                   | Secondo           | Terzo            |
| 15 dicembre 2024 | 500 m            | Kristen Santos-Griswold | Florence Brunelle | Hanne Desmet     |
| 14 dicembre 2024 | 1000 m           | Kim Gil-li              | Danae Blais       | Choi Min-jeong   |
| 15 dicembre 2024 | 1500 m           | Kristen Santos-Griswold | Hanne Desmet      | Corinne Stoddard |
| 14 dicembre 2024 | Staffetta 3000 m | Canada                  | Italia            | Corea del Sud    |

#### Tilburg[5]
| Data            | Distanza         | Primo             | Secondo            | Terzo                   |
| 9 febbraio 2025 | 500 m            | Florence Brunelle | Michelle Velzeboer | Kristen Santos-Griswold |
| 8 febbraio 2025 | 1000 m           | Hanne Desmet      | Corinne Stoddard   | Xandra Velzeboer        |
| 9 febbraio 2025 | 1500 m           | Courtney Sarault  | Elisa Confortola   | Corinne Stoddard        |
| 8 febbraio 2025 | Staffetta 3000 m | Paesi Bassi       | Italia             | Stati Uniti             |

#### Milano[6]
| Data             | Distanza         | Primo                   | Secondo                 | Terzo            |
| 16 febbraio 2025 | 500 m            | Kristen Santos-Griswold | Arianna Fontana         | Xandra Velzeboer |
| 15 febbraio 2025 | 1000 m           | Kristen Santos-Griswold | Corinne Stoddard        | Elisa Confortola |
| 16 febbraio 2025 | 1500 m           | Hanne Desmet            | Kristen Santos-Griswold | Arianna Fontana  |
| 15 febbraio 2025 | Staffetta 3000 m | Paesi Bassi             | Italia                  | Cina             |

### Misto
| Sede        | Data             | Distanza | Primo         | Secondo       | Terzo       |
| Montreal #1 | 27 ottobre 2024  | 2000 m   | Paesi Bassi   | Corea del Sud | Canada      |
| Montreal #2 | 3 novembre 2024  | 2000 m   | Canada        | Paesi Bassi   | Giappone    |
| Pechino     | 8 dicembre 2024  | 2000 m   | Cina          | Corea del Sud | Stati Uniti |
| Seul        | 15 dicembre 2024 | 2000 m   | Corea del Sud | Cina          | Canada      |
| Tilburg     | 9 febbraio 2025  | 2000 m   | Paesi Bassi   | Italia        | Stati Uniti |
| Milano      | 16 febbraio 2025 | 2000 m   | Paesi Bassi   | Canada        | Giappone    |

## Classifiche

### Uomini

#### Generale[7]
| Pos. | Nome              | Nazione     | Punti |
| ---- | ----------------- | ----------- | ----- |
| 1    | William Dandjinou | Canada      | 1148  |
| 2    | Jens van 't Wout  | Paesi Bassi | 950   |
| 3    | Pietro Sighel     | Italia      | 764   |
| 4    | Steven Dubois     | Canada      | 740   |
| 5    | Shogo Miyata      | Giappone    | 614   |

#### 500 metri
| Pos. | Nome                 | Nazione     | Punti |
| ---- | -------------------- | ----------- | ----- |
| 1    | Steven Dubois        | Canada      | 460   |
| 2    | William Dandjinou    | Canada      | 312   |
| 3    | Pietro Sighel        | Italia      | 268   |
| 4    | Jens van 't Wout     | Paesi Bassi | 268   |
| 5    | Jordan Pierre-Gilles | Canada      | 268   |

#### 1000 metri
| Pos. | Nome              | Nazione       | Punti |
| ---- | ----------------- | ------------- | ----- |
| 1    | William Dandjinou | Canada        | 380   |
| 2    | Jens van 't Wout  | Paesi Bassi   | 360   |
| 3    | Roberts Krūzbergs | Lettonia      | 294   |
| 4    | Jang Sung-woo     | Corea del Sud | 248   |
| 5    | Felix Rousell     | Canada        | 246   |

#### 1500 metri
| Pos. | Nome              | Nazione       | Punti |
| ---- | ----------------- | ------------- | ----- |
| 1    | William Dandjinou | Canada        | 480   |
| 2    | Park Ji-won       | Corea del Sud | 320   |
| 3    | Jens van 't Wout  | Paesi Bassi   | 314   |
| 4    | Pietro Sighel     | Italia        | 256   |
| 5    | Jang Sung-woo     | Corea del Sud | 254   |

#### Staffetta 5000 metri
| Pos. | Nazione       | Punti |
| ---- | ------------- | ----- |
| 1    | Canada        | 400   |
| 2    | Cina          | 390   |
| 3    | Italia        | 360   |
| 4    | Paesi Bassi   | 336   |
| 5    | Corea del Sud | 304   |

### Donne[8]

#### Generale
| Pos. | Nome                    | Nazione       | Punti |
| ---- | ----------------------- | ------------- | ----- |
| 1    | Kristen Santos-Griswold | Stati Uniti   | 1120  |
| 2    | Xandra Velzeboer        | Paesi Bassi   | 950   |
| 3    | Corinne Stoddard        | Stati Uniti   | 948   |
| 4    | Hanne Desmet            | Belgio        | 918   |
| 5    | Choi Min-jeong          | Corea del Sud | 692   |

#### 500 metri
| Pos. | Nome                    | Nazione     | Punti |
| ---- | ----------------------- | ----------- | ----- |
| 1    | Kristen Santos-Griswold | Stati Uniti | 410   |
| 2    | Xandra Velzeboer        | Paesi Bassi | 398   |
| 3    | Florence Brunelle       | Canada      | 360   |
| 4    | Hanne Desmet            | Belgio      | 256   |
| 5    | Michelle Velzeboer      | Paesi Bassi | 242   |

#### 1000 metri
| Pos. | Nome                    | Nazione       | Punti |
| ---- | ----------------------- | ------------- | ----- |
| 1    | Xandra Velzeboer        | Paesi Bassi   | 374   |
| 2    | Corinne Stoddard        | Stati Uniti   | 370   |
| 3    | Danae Blais             | Canada        | 320   |
| 4    | Choi Min-jeong          | Corea del Sud | 300   |
| 5    | Kristen Santos-Griswold | Stati Uniti   | 268   |

#### 1500 metri
| Pos. | Nome                    | Nazione       | Punti |
| ---- | ----------------------- | ------------- | ----- |
| 1    | Hanne Desmet            | Belgio        | 404   |
| 2    | Kristen Santos-Griswold | Stati Uniti   | 380   |
| 3    | Corinne Stoddard        | Stati Uniti   | 360   |
| 4    | Kim Gil-li              | Corea del Sud | 310   |
| 5    | Elisa Confortola        | Italia        | 274   |

#### Staffetta 3000 metri
| Pos. | Nazione       | Punti |
| ---- | ------------- | ----- |
| 1    | Italia        | 400   |
| 1    | Canada        | 420   |
| 3    | Paesi Bassi   | 366   |
| 4    | Corea del Sud | 340   |
| 5    | Cina          | 286   |

### Misto

#### Staffetta 2000 metri
| Pos. | Nazione       | Punti |
| ---- | ------------- | ----- |
| 1    | Paesi Bassi   | 440   |
| 2    | Canada        | 370   |
| 3    | Corea del Sud | 322   |
| 4    | Cina          | 304   |
| 5    | Stati Uniti   | 276   |